# Villum Clausen
För fartyget, se M/S Villum Clausen.
Villum Clausen, född 1630 och död 1679 i Rønne i Danmark, där han levde hela sitt liv, var en dansk köpman och kom genom sitt äktenskap i kontakt med stadens rådsmedlemmar. En av hans svågrar var Jens Pedersen Kofoed.
Vid freden i Roskilde 1658 kom Bornholm att tillhöra Sverige, och senare samma år deltog båda svågrarna i sammansvärjningen mot det svenska styret. Den svenske kommendanten Johan Printzensköld försökte undgå att bli tillfångatagen av kriminella och dödades av Villum Clausen med ett pistolskott utanför dennes köpmansgård på hörnet av Storegade och Søborgstræde i Rønne. På Storegade, utanför Bornholms Gymnasium, finns Printzensköldstenarna, den plats där Printzensköld förmodas ha omkommit. Dagen efter medverkade Villum Clausen till Hammershus kapitulation. För sin insats under upproret belönades han av kung Fredrik III av Danmark med den årliga kungaskatten från Rabækkegård i Knudsker.
Rønnes råd valde 1668 Villum Clausen till stadens "kæmner" (våra dagars kommunalråd), men avskedades efter tre år när han vägrade lämna in räkenskaperna. 
År 1677 straffades han för detta med stora böter. Om Villum Clausen hann sona sitt brott vet man inte. Han dog 1679 och lämnade änka och tre döttrar efter sig.
Bornholmerfærgens färja M/S Villum Clausen är uppkallad efter honom.